# Savoia-Marchetti S.72
Savoia-Marchetti S.72 là một loại máy bay vận tải/ném bom của Ý, do hãng Savoia-Marchetti thiết kế chế tạo.

## Tính năng kỹ chiến thuật
Dữ liệu lấy từ 
Đặc điểm tổng quát
- Chiều dài: 19.95 m (65 ft 5½ in)
- Sải cánh: 29.68 m (97 ft 4½ in)
- Chiều cao: 5.5 m (18 ft 0½ in)
- Diện tích cánh: 118.50 m2 (1,275.57 ft2)
- Trọng lượng rỗng: 6.800 kg (14.991 lb)
- Trọng lượng có tải: 12.800 kg (28.219 lb)
- Powerplant: 3 × Bristol Pegasus do Alfa Romeo chế tạo, 410 kW (550 hp) mỗi chiêc

Hiệu suất bay
- Vận tốc cực đại: 295 km/h (183 mph)
- Tầm bay: 2.000 km (1.243 dặm)
- Trần bay: 8.000 m (26.245 ft)

Vũ khí trang bị
- 6 × súng máy 7,7 mm (0.303 in)
- 1 × pháo 20 mm
- 1.000 kg (2.205 lb) bom